# Gamma Lupi
Gamma Lupi (113 Lupi) é uma estrela na direção da constelação de Lupus. Possui uma ascensão reta de 15h 35m 08.46s e uma declinação de −41° 10′ 00.1″. Sua magnitude aparente é igual a 2.80. Considerando sua distância de 567 anos-luz em relação à Terra, sua magnitude absoluta é igual a −3.40. Pertence à classe espectral B2IV. É uma estrela variável β Cephei.